# Лобанов, Иван Васильевич
Ива́н Васи́льевич Лоба́нов (род. 28 января 1974, Саратов, РСФСР, СССР) — ректор Российского экономического университета имени Г. В. Плеханова с 2021 года, ректор ГУУ (2017—2020). Член партии «Единая Россия» с 2004 года, кандидат юридических наук.

## Биография
Родился 28 января 1974 года в Саратове. В 1997 году окончил Поволжскую академию государственной службы имени П. А. Столыпина.
С 1996 по 1999 год работал консультантом заместителя руководителя секретариата вице-губернатора, первого заместителя председателя правительства Саратовской области.
В 1999—2000 годах — аспирант Поволжской академии государственной службы.
В 2000 году защитил в Поволжской академии государственной службы им. П. А. Столыпина диссертацию на соискание учёной степени кандидата юридических наук по теме «Оптимальная модель федеративных отношений в РФ», под руководством Вячеслава Володина.
С 2000 по 2003 год — помощник депутата Государственной Думы Федерального Собрания Российской Федерации.
С 2003 по 2004 год — ведущий референт аппарата депутатского объединения в Государственной Думе фракции «Единая Россия».
В 2004—2005 годах — первый заместитель генерального директора ОАО «Саратовоблгаз».
С 2005 по 2006 год — руководитель исполнительного комитета Саратовского регионального отделения Всероссийской политической партии «Единая Россия».
В 2007 году — исполнительный директор Общероссийской общественной организации «Союз пенсионеров России».
В 2007—2010 годах — депутат Государственной Думы Федерального Собрания Российской Федерации пятого созыва, Заместитель председателя Комитета ГД по гражданскому, уголовному, арбитражному и процессуальному законодательству.
С 2010 по 2011 год — статс-секретарь — заместитель Министра образования и науки Российской Федерации.
С 2011 по 2012 год — директор Департамента государственной службы и кадров Правительства Российской Федерации.
С 2012 по 2015 год — заместитель Руководителя Аппарата Правительства.
С 2015 по 2017 год — ректор Московского государственного института культуры.
С августа 2017 — по март 2018 — врио ректора Государственного университета управления, с 2018 по 2020 год — ректор Государственного университета управления.
С августа 2020 — по настоящее время — ректор ФГБОУ ВО «Российский экономический университет имени Г. В. Плеханова».

## Плагиат
Фигурант Диссернета: обнаружен плагиат в диссертации на звание кандидата юридических наук и в статье (с 4 соавторами), вышедшей в журнале Propósitos y Representaciones / Journal of Educational Psychology (Перу) под названием «FORMATION OF AN EDUCATION DIGITALIZATION STRATEGY IN PRESENT-DAY CONDITIONS». В Диссернете эта публикация классифицируется как «Статья с неоформленными заимствованиями».

## Семья
Жена — Комарова Мария Александровна. Имеет дочь и сына.

## Награды
- Орден Дружбы (2015);
- Орден Почёта (2019)[12];
- Орден «За заслуги перед Отечеством» IV степени (2024)[13].